# Unterkorb
Unterkorb ist ein Gemeindeteil der Stadt Dorfen im oberbayerischen Landkreis Erding.

## Lage
Die Einöde Unterkorb liegt sieben Kilometer nordöstlich von Dorfen und 150 Meter südwestlich von Oberkorb.

## Bevölkerungsentwicklung
Um 1871 gab es in Unterkorb zwölf Einwohner. Im Mai 1987 lebten dort vier Einwohner in einem Wohngebäude.
| Jahr      | 1871 | 1925 | 1950 | 1970 | 1987 |
| Einwohner | 12   | 6    | 8    | 4    | 4    |